# Geoffrey Tindal-Carill-Worsley
Geoffrey Nicolas Ernest Tindal-Carill-Worsley CB CBE (* 8. Juni 1908; † 28. April 1996) war ein britischer Luftwaffenoffizier der Royal Air Force, der zuletzt im Range eines Air Commodore zwischen 1959 und 1960 Leiter der Abteilung für technische Ausbildung im Luftfahrtministerium war.

## Leben

### Pilotenausbildung und Zweiter Weltkrieg
Tindal-Carill-Worsley, Sohn des Rechtsanwalts, Großgrundbesitzers und Sheriff von Norfolk Philip Tindal-Carill-Worsley sowie Cousin des Luftwaffenoffiziers Nicolas Tindal-Carill-Worsley, begann nach dem Besuch des Eton College seine fliegerische Ausbildung 1926 als Flight Cadet in der B-Squadron des Royal Air Force College Cranwell, der Offiziersschule der britischen Luftstreitkräfte, und gehörte zur Collegemannschaft im Fechten. Ferner gewann er dort den RM Groves Memorial Prize. Nach Abschluss der Ausbildung wurde er am 28. Juli 1928 als Berufssoldat (Permanent Commission) in die RAF übernommen und nach seiner gleichzeitigen Beförderung zum Leutnant (Pilot Officer) Pilot bei der No. 3 Squadron RAF. Nachdem er am 28. Januar 1930 zum Oberleutnant (Flying Officer) befördert worden war, wurde er am 7. März 1930 Waffensystemoffizier bei der No. 20 (R) Squadron und im Anschluss am 15. April 1932 überplanmäßig im Luftwaffendepot der RAF eingesetzt. Daraufhin wechselte er am 30. Januar 1933 zunächst als Waffensystemoffizier zum Militärflugplatz RAF Andover sowie im Anschluss am 21. Februar 1934 als Waffensystemoffizier zum RAF College Cranwell, an dem er am 1. August 1934 auch zum Hauptmann (Flight Lieutenant) befördert wurde.
Anschließend wechselte Tindal-Carill-Worsley am 7. Dezember 1937 als Offizier in die Gemeinsame Abteilung für wissenschaftliche Forschung und technische Entwicklung des Luftwaffenstabes ein und erhielt in dieser Verwendung am 1. Februar 1938 seine Beförderung zum Major (Squadron Leader). Nachdem er zwischen dem 24. April 1940 und dem 14. August 1942 Offizier im Technikreferat des Luftwaffenstabes war, wurde er Waffensystemoffizier im Hauptquartier der Luftstreitkräfte im Mittleren Osten (RAF Middle East Command). Am 2. Juni 1943 wurde er Commander des Order of the British Empire. Seit dem 20. Januar 1944 fungierte er als Stabsoffizier für Waffensysteme im Hauptquartier der Alliierten Luftstreitkräfte im Mittelmeerraum MAAF (Mediterranean Allied Air Forces) war und während dieser Verwendung am 1. Juni 1944 auch zum Oberstleutnant (Wing Commander) befördert wurde. Für seine Verdienste im Zweiten Weltkrieg wurde er zwei Mal im Kriegsbericht erwähnt (Mentioned in dispatches).

### Nachkriegszeit und Aufstieg zum Air Commodore
Nach Kriegsende absolvierte Tindal-Carill-Worsley das Joint Service Staff College und wurde am 1. Juli 1947 zum Oberst (Group Captain) befördert. Am 21. Dezember 1950 erfolgte seine Ernennung zum Leitenden Technischen Stabsoffizier STSO (Senior Technical Staff Officer) im Hauptquartier des Flugausbildungskommandos (RAF Flying Training Command), wo er am 1. Januar 1951 auch zum Air Commodore befördert wurde. Am 1. Januar 1954 wurde er ferner Companion des Order of the Bath. Nach dem Besuch des Imperial Defence College wurde er 1954 Kommandant der Technischen Ausbildungsschule 1 (No. 1 School of Technical Training RAF) und verblieb in dieser Funktion bis zu seiner Ablösung durch Group Captain Eric Nelson 1956. Danach wurde er am 14. Juni 1956 Leitender Technischer Stabsoffizier im Hauptquartier der Luftstreitkräfte im Fernen Osten (Far East Air Force).
Zuletzt wurde Tindal-Carill-Worsley am 18. Mai 1959 Leiter der Abteilung für technische Ausbildung im Luftfahrtministerium (Air Ministry) als seinem Ausscheiden aus dem aktiven militärischen Dienst am 29. August 1960.